# Jean Tournier
Jean Tournier (* 3. April 1926 in Toulon; † 5. Dezember 2004 in Paris) war ein französischer Kameramann.

## Leben
Jean Tournier besuchte nach einem Mathematikstudium die École Louis Lumière und war anschließend als Kameramann für Dokumentar- und Fernsehfilme tätig. Im Jahr 1959 fotografierte er seinen ersten Film als Chefkameramann. Bis 1973 war Tournier im französischen Unterhaltungsfilm der 1960er und 1970er Jahre regelmäßig tätig und fand nach einer mehrjährigen Unterbrechung seiner Kinokarriere 1978 Zugang zu internationalen Produktionen wie beispielsweise dem James-Bond-Film Moonraker – Streng geheim.

## Filmografie (Auswahl)
- 1959: Monsieur Dupont (Quai du Point-du-jour)
- 1959: Man begräbt am Sonntag nicht (On n’enterre pas le dimanche)
- 1960: An einem heißen Nachmittag (L’homme à femmes)
- 1964: Ein toller Bobby, dieser Flic (Allez France!)
- 1964: Der Zug (The Train)
- 1965: Mord im Fahrpreis inbegriffen (Compartiment tueurs)
- 1965: Die offene Rechnung (L‘Ardoise)
- 1965: Geld oder Leben (La bourse et la vie)
- 1966: Die Reise des Vaters (Le voyage du père)
- 1966: Ein Mann zuviel (Un homme de trop)
- 1967: Balduin, der Trockenschwimmer (Le petit baigneur)
- 1967: Der Mann mit dem Buick (L’homme à la Buick)
- 1969: Die Französische Revolution fand nicht statt (Start the revolution without me)
- 1970: Der Boß (Comptes à rebours)
- 1972: Drei Milliarden ohne Fahrstuhl (Trois milliards sans ascenseur)
- 1973: Die Gaspards (Les Gaspards)
- 1973: Der Schakal (The Day of the Jackal)
- 1974: Die Verfolgten (Les Guichets du Louvre)
- 1978: Die Elenden (Les misérables)
- 1979: James Bond 007 – Moonraker – Streng geheim (Moonraker)
- 1980: Das boshafte Spiel des Dr. Fu Man Chu (The Fiendish Plot of Dr. Fu Manchu)
- 1980: Killer stellen sich nicht vor (Trois hommes à abattre)
- 1981: Rette deine Haut, Killer (Pour la peau d'un Flic)
- 1982: Der Kämpfer (Le Battant)
- 1984: Die Dame mit den Kamelien (Camille)
- 1984: Nobody's Woman (Femmes de personne)
- 1985: Target – Zielscheibe (Target)
- 1990: Sheherazade – Mit 1001 PS ins Abenteuer (Les 1001 nuits)
- 1994: Lisa und Antoine (Cache Cash)